# 2021년 7월 죽음
다음은 2021년 7월에 사망한 저명한 인물 목록이다.
- 7월 1일 - 네덜란드의 작곡가 루이 안드리선
- 7월 4일 - 미국의 대학교수 리처드 르원틴
- 7월 5일
  - 이탈리아의 가수 라파엘라 카라
  - 미국의 영화감독 리처드 도너
  - 소련의 영화감독 블라디미르 멘쇼프
- 7월 6일
  - 아르메니아의 작곡가 지반 가스파리안
  - 프랑스의 영화배우 수잔느 더글러스
- 7월 7일
  - 대한민국의 국회의원 조기상
  - 대한민국의 축구선수 김희호
  - 미국의 영화감독 로버트 다우니 시니어
  - 아이티의 제42대 대통령 조브넬 모이즈
  - 인도의 영화배우 딜립 쿠마르
- 7월 9일 - 대한민국의 크로스컨트리선수 서보라미
- 7월 11일
  - 대한민국의 대법관 이홍훈
  - 미국의 영화배우 찰스 로빈슨
  - 프랑스의 영화배우 르네 시모노
- 7월 13일 - 대한민국의 축구선수 차기석
- 7월 14일 - 파키스탄의 제12대 대통령 맘눈 후세인
- 7월 15일 - 네덜란드의 기자 페터르 R. 더프리스
- 7월 16일
  - 대한민국의 정치인 염보현
  - 미국의 싱어송라이터 비즈 마키
- 7월 17일 - 스페인의 영화배우 필라르 바르뎀
- 7월 19일
  - 대한민국의 산악인 김홍빈
  - 엘살바도르의 제57대 대통령 아르투로 아르만도 몰리나
- 7월 20일 - 미국의 번역가 토머스 클리어리
- 7월 21일
  - 대한민국의 정치인 허만기
  - 파키스탄의 여자 누르 무카담
- 7월 22일
  - 대한민국의 문화기관단체인 권영빈
  - 대한민국의 군인 이병태
- 7월 23일
  - 대한민국의 무용가 육완순
  - 미국의 물리학자 스티븐 와인버그
  - 일본의 물리학자 마스카와 도시히데
- 7월 24일
  - 대한민국의 정치인 김옥현
  - 대한민국의 정치인 정재철
- 7월 26일
  - 대한민국의 공무원 김기춘
  - 미국의 음악가 조이 조디슨
- 7월 28일
  - 미국의 가수 더스티 힐
  - 일본의 정치인 에다 사쓰키
- 7월 31일
  - 대한민국의 변호사 강신옥
  - 대한민국의 축구선수 여효진